# Колекціонер (телесеріал)
«Колекціонер» (англ. The Collector) — канадський надприродний драматичний телесеріал про людину, яка намагадася допомогти врятувати душі людей, які уклали договір із Дияволом. Після понад 600 років «збору» душ людей по завершенні 10-річних угод, Морган Пім (Кріс Крамер) веде переговори з Дияволом про здатність допомогти проклятим, щоб викупити себе, а не відправляти їх у пекло. Під глузливим поглядом Диявола Морган допомагає своїм «клієнтам» у відшкодуванні збитків, яку завдали їх угоди через те, що диявол переводить удачу на клієнта та забирає в інших.
Події серіалу відбувається у Ванкувері, Британська Колумбія, Канада, де вона також знімалася. CHUM закрив серіал по завершенні третього сезону.

## Головні герої
Морган Пім (Кріс Крамер) — збирач душ, проклятих своєю угодою з дияволом. Це був німецький чернець XIV століття, який закохався у жінку на ім'я Катріна, порушивши свою обітницю. Унеї почали проявлятися симптоми чуми, і Морган продав свою душу, щоб вона вилікувалась. Диявол вилікував її на 10 років, строк усіх його контрактів. Коли розлючений Морган стикається з ним, Диявол стверджує, що він не обдурив угоду, тому що «Ви хотіли більше часу з нею, і я дав вам це. Ви ніколи не говорили, що вона повинна пережити вас». В обмін на пощаду від Пекла Морган стає першим колекціонером. Зовсім недавно Диявол погодився дозволити йому шукати викуп для своїх клієнтів. Морган має 48 годин, щоб допомогти викупити кожного клієнта, або вони відправляються в Пекло, а час, що залишився, відображається на його мобільному телефоні.
Джері Слейт (Еллен Дублін) — репортер, який регулярно стикається з Морганом Пімом у своїх розслідуваннях та професійно одержимий ним, оскільки їй, здається, морган завжди «поруч» з певними дивними випадками та / або гучними смертями. Але коли вона копає глибше і наближається до істини, вона починає відчувати попередній, невідомий вплив Піма у своєму власному житті — що робить одержимість дедалі особистішою.
Гебріел Слейт (Ейдан Дрюммонд) — син репортера Джері Слейт. Габріель, до якого в серіалі звертаються як Гейб, — дитина-аутист, яка невідомим чином пов'язана з Морганом Пімом, і її регулярно відвідує Диявол. Деякі дії Гейба впливають на історії, і він демонструє дивовижне сприйняття переживань Моргана. Його зв'язок з Морганом поступово розкривається протягом серіалу.
Тейлор Слейт (Крістін Чателейн) — молодша сестра Джері. Вона мила і кмітлива, але при введенні здається непридатною для довгострокової відповідальності, оскільки дуже довго не може добре чи надійно виконувати роботу. Але ця «свобода» в її графіку дозволяє Джері закликати її доглядати за Гейбом, коли Джері продовжує історію. Однак здатність Тейлора до відповідальності несподівано перевіряється, коли тягар догляду та виховання Гейба раптово і неминуче стає її.
Мая Кандинськи (у першому сезоні — Карлі Поуп, у 2-му сезоні — Соня Саломяа) — раніше була звичайною дитиною, допоки батько не почав сексуально знущатись над нею в молодому віці. Зрештою вона втекла з дому і вийшла на вулиці Ванкувера, де стала героїновою наркоманом, протестуючи за гроші, щоб купити наркотик, і врешті-решт заразилася СНІДом, від якого вмирала, коли Морган зустрів її. Перший клієнт Моргана намагався вилікувати свій СНІД, заразившись самотужки, за допомогою Диявола. Морган дружить з нею і допомагає їй побороти залежність. Саме зустріч з нею змушує Моргана вирішити зробити свою пропозицію Дияволу. Дівчина дуже схожа на втрачену кохану Моргана.
Диявол — зображується різним актором у кожному епізоді. Щоб ідентифікувати його (або її) перед глядачем, його очі часом здаються вогнем. Гейб — єдина людина, окрім Моргана, яка бачить його суть крізь маскування. Він укладає угоди з людьми, даруючи все, що воги забажають, в обмін на душі через десять років. Для цього він маніпулює удачею, забираючи удачу від інших до свого клієнта. Тому можна сказати, що нічого з того, що робить Диявол, не є насправді добром, оскільки кожна його дія зазвичай має в більшій або меншій мірі негативний результат або наслідок. В останні 48 годин угоди Диявол починає скасовувати її наслідки для свого клієнта (наприклад, у «Прокурорі» клієнт починає програвати справи, і виявляється, що його виграшна серія відбулася за рахунок невинних людей). Колекціонер диявола, як правило, підходить до клієнта на позначці 48 годин, щоб повідомити йому, що він може обрати свій шлях до Пекла раніше. Диявол стверджує, що або клієнт здається й завчасно вирушає до Пекла, або Диявол із задоволенням спостерігає, як клієнт крутиться протягом останніх годин на Землі, перш ніж він відведе його у Пекло. В обох випадках він «виграє». У першому епізоді Диявол погоджується на угоду Моргана, щоб дати душі можливість викупитися протягом цього 48-годинного проміжку часу. Він стверджував, що однією з причин цього є те, що це зробить справу більш «спортивною». Знущаючись з пошуків Моргана та перешкоджаючи його зусиллям, він дотримується угоди з Морганом, відпускаючи душу, якщо вона досягне викуплення.

## Клятва секретності
Морган та його клієнти зобов'язані ніколи не розкривати справжню природу своєї ситуації нікому іншому. Розкриття правди задля досягнення «викупу» призведе до того, що обидві сторони відправляться до Пекла.

## Портал
Коли прокляту душу збираються відправити в пекло, поруч з нею відкривається портал, душа виривається з тіла і всмоктується в портал, залишаючи позаду лише мертве тіло. Бачити цей портал можуть лише колекціонери та клієнти Диявола. Для людей, які випадково перебувають поруч, захоплення душі здається нещасним випадком або іншою фатальною подією. Згодом виявляється, що портал може бачити будь-яка людина, яка продала свою душу, як попередній перегляд того, що станеться, коли закінчиться її час на Землі.

## Серії

### 1-й сезон
Перші чотирнадцять серій «Колекціонер», які вийшли в ефір влітку 2004 року демонструвалися на телеканалі Space: The Imagination Station, а серії вище вказаного серіалу, які вийшли восени того ж року, — на Citytv.
1. «Репер», 2 червня 2004: Після 650 років роботи Колекціонером для Диявола, Морган Пім вирішує спробувати викупити тих, хто продав свою душу. Його перший клієнт — репер, слава якого є результатом його пакту з дияволом.
2. «Прокурор», 9 червня 2004: Життя успішного прокурора Картера Андерсона перевертається з ніг на голову, коли всі справи, які він виграв за останнє десятиліття, починають скасовуватися. Звичайно, як каже йому Морган, він не просив переконатися, що фактично винні сторони заплатили …
3. «Супермодель», 16 червня 2004: Останній клієнт Морган — фотомодель Нікі Шилленберг, яка продала свою душу, щоб схуднути. Однак зарозуміла, марна, егоїстична та груба поведінка Нікі вказує, що не тіло було потворним.
4. «Фігурист на льоду», 23 червня 2004
5. «Фотограф», 30 червня 2004
6. «Актуарій», 7 липня 2004
7. «Роботик», 14 липня 2004
8. «Медіум», 21 липня 2004
9. «Старигань», 28 липня 2004
10. «Дитячий пистменник», 4 серпня 2004
11. «Йог», 11 серпня 2004
12. «Мініатюрист», 18 серпня 2004
13. «Інший колекціонер», 25 серпня 2004
14. «1348 рік н. е.», 1 вересня 2005 (не виходила в ефір серед оригінальних серій на TV.com)

### 2-й сезон
1. «Ковбой», 9 січня 2005 року
2. «Уфолог», 16 січня 2005: Останній клієнт Моргана — мисливець за НЛО, який продав свою душу за доказ існування прибульців.
3. «Мрійник», 23 січня 2005
4. «Фармацевт», 30 січня 2005
5. «Майстер з анесення татуювання», 6 лютого 2005
6. «Комік», 13 лютого 2005: Комедіант продав свою душу, щоб стати найуспішнішим коміксом у світі. Але починаються жарти над самим коміком, коли його сорок вісім годин майже закінчилися.
7. Менеджер кампанії, 20 лютого 2005: Наступний клієнт Моргана — керівник передвиборчої кампанії майбутнього політика, який хоче перешкодити його планам допомогти бідним з її корисливих мотивів.
8. «Мати», 27 лютого 2005
9. «Екскурсовод», 6 березня 2005
10. «Супергерой», 13 березня 2005: Десять років тому людина продала свою душу за суперсили, тільки для того щоб велика трагедія прийшла з великою силою. Зараз його сорок вісім годин майже закінчилось, і Морган мусить йому допомогти.
11. «Потрошитель», 20 березня 2005: У епізоді ретроспективного зв'язку Морган повідомляється, що його наступним клієнтом є не хто інший, як Джек-Різник. Але Морган може бути здивований, коли дізнається особу сумнозвісного вбивці …
12. «Історик», 27 березня 2005
13. «Початки», 3 квітня 2005

### 3-й сезон
1. «Жокей», 10 січня 2006
2. «Шеф-кухар», 17 січня 2006
3. «Представник служби обслуговування клієнтів», 24 січня 2006
4. «Вампір», 31 січня 2006
5. «Відео жокей», 7 січня 2006
6. «Фермер», 14 лютого 2006
7. «Наркоман», 21 лютого 2006
8. «Годинникар», 28 лютого 2006
9. «Хворий на СНІД», 7 березня 2006
10. «Медіа-барон», 14 березня 2006
11. «Шпигун», 21 березня 2006
12. «Алхімік», 28 березня 2006
13. «Екзорцист», 4 квітня 2006

## Виробники
Morningstar Entertainment випустив перші два сезони на DVD в Канаді. Knightscove тепер володіє правами на телесеріал. Багато випущених DVD-комплектів 1-го та 2-го сезонів виявилися несправними. Після великої кількості дефективних копій представники Knightscove змогли знайти декілька хороших копій, щоб замінити дефектні.
| назва DVD           | Серій | Встановлені дати випуску | Встановлені дати випуску | Встановлені дати випуску |
| назва DVD           | Серій | Регіон 1                 | Регіон 2                 | Регіон 4                 |
| ------------------- | ----- | ------------------------ | ------------------------ | ------------------------ |
| Повний сезон 1      | 14    | 4 листопада 2008         |                          |                          |
| Повний другий сезон | 13    | 26 травня 2009           |                          |                          |